# Roeboides dispar
Roeboides dispar és una espècie de peix de la família dels caràcids i de l'ordre dels caraciformes.

## Morfologia
- Els mascles poden assolir 8,1 cm de llargària total.[4]

## Hàbitat
Viu en zones de clima tropical.

## Distribució geogràfica
Es troba a Sud-amèrica, a les conques dels rius Madeira, Juruá i Ucayali.